# Rajd Dunaju 1967
Rajd Dunaju 1967 (4. Donau Rallye – Castrol 1967) – 4. edycja rajdu samochodowego Rajd Dunaju rozgrywanego w Rumunii. Rozgrywany był od 19 do 22 lipca 1967 roku. Była to jedenasta runda Rajdowych Mistrzostw Europy w roku 1967.

## Klasyfikacja rajdu
| Miejsce                      | Kierowca                     | Pilot                        | Samochód                     | Czas                         | Strata                       |                              |
| Klasyfikacja generalna i ERC | Klasyfikacja generalna i ERC | Klasyfikacja generalna i ERC | Klasyfikacja generalna i ERC | Klasyfikacja generalna i ERC | Klasyfikacja generalna i ERC | Klasyfikacja generalna i ERC |
| ---------------------------- | ---------------------------- | ---------------------------- | ---------------------------- | ---------------------------- | ---------------------------- | ---------------------------- |
| 1.                           | Tony Fall                    | Mike Wood                    | Austin 1800 Maxi             | 1:55:42                      | 0.0                          |                              |
| 2.                           | Jean Vinatier                | Claude Roure                 | Renault 8 Gordini            | 1:56:02                      | +20                          |                              |
| 3.                           | Günther Wallrabenstein       | Willi Bretthauer             | Porsche 911 L                | 1:58:03                      | +2:21                        |                              |
| 4.                           | Richard Bochnicek            | Sepp-Dieter Kernmayer        | Citroën DS 21                | 1:58:15                      | +2:33                        |                              |
| 5.                           | Sobiesław Zasada             | Ryszard Nowicki              | Porsche 912                  | 1:58:50                      | +3:08                        |                              |
| 6.                           | Gerhard Tusch                | Georg Hopf                   | Renault 8 Gordini            | 1:59:40                      | +3:58                        |                              |
| 7.                           | Joachim Springer             | Günther Brendel              | BMW 1600-2                   | 2:02:37                      | +6:55                        |                              |
| 8.                           | Egon Wittig                  | Gerhard Gottlieb             | Alfa Romeo 1300              | 2:05:21                      | +9:39                        |                              |
| 9.                           | Walter Pöltinger             | Ernst Merinsky               | Volkswagen 1500 S            | 2:05:54                      | +10:12                       |                              |
| 10.                          | Josef Eschey                 | Dieter Eymann                | BMW 2000 Ti                  | 2:07:12                      | +11:30                       |                              |